# Leptocerus lusitanicus
Leptocerus lusitanicus là một loài Trichoptera trong họ Leptoceridae. Chúng phân bố ở miền Cổ bắc.